# Thermonectus alfredi
Thermonectus alfredi är en skalbaggsart som beskrevs av Griffini 1898. Thermonectus alfredi ingår i släktet Thermonectus och familjen dykare. Inga underarter finns listade i Catalogue of Life.